# Arnaud Beltrame
Pour les articles homonymes, voir Beltrame.
Arnaud Beltrame est un officier supérieur de gendarmerie français né le 18 avril 1973 à Étampes (Essonne) et mort égorgé le 24 mars 2018 à Carcassonne (Aude), après s’être volontairement substitué à un otage au cours de l’attaque terroriste islamiste du 23 mars à Trèbes.
Son action a eu un grand retentissement en France comme à l'étranger et lui a valu un hommage national.

## Origines et famille
Arnaud Jean-Georges Beltrame naît le 18 avril 1973 à Étampes, en Essonne. Fils de Jean-François et de Nicolle Beltrame, il a deux frères, Damien et Cédric.
Sa famille maternelle est originaire de Trédion, dans le Morbihan, où ses grands-parents étaient agriculteurs. Nicolle, sa mère, est revenue s'installer dans sa commune natale au moment de sa retraite.
Le 16 août 2017, son père, âgé de 71 ans, prend la mer aux commandes de son bateau à Port-Camargue. L'embarcation est repérée vide un mois plus tard, non loin d’une plage des Bouches-du-Rhône. Jean-François Beltrame aurait laissé un courrier à la capitainerie du Grau-du-Roi indiquant qu’il ne reviendrait plus. Son corps est retrouvé au Grau-du-Roi en février 2018, dans les filets d’un bateau de pêche,. Il est inhumé le 16 mars 2018, une semaine avant la mort de son fils Arnaud Beltrame.

## Formation et carrière militaire

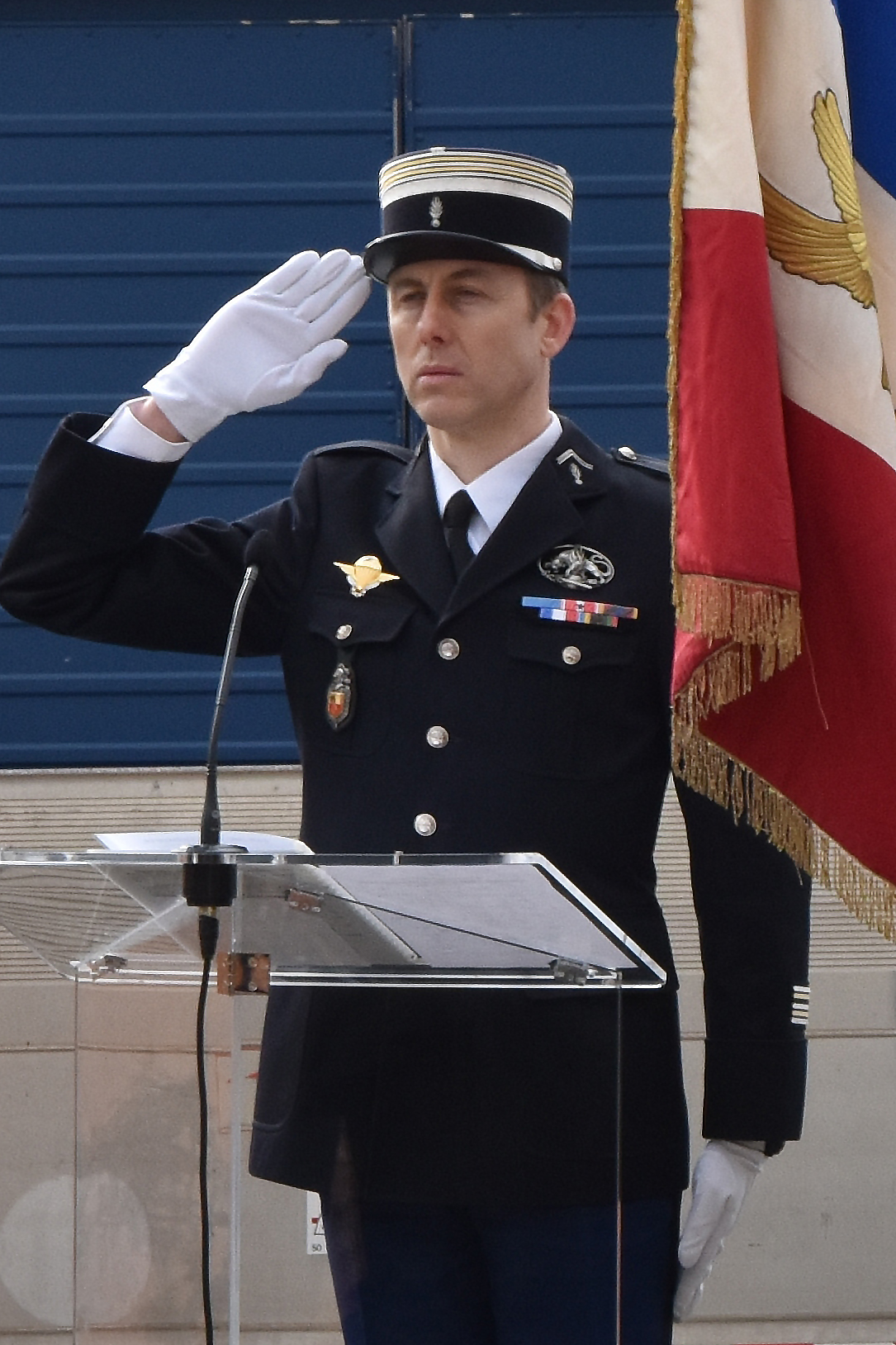
Arnaud Beltrame, lors d'une cérémonie militaire dans l'Aude, en février 2018, un mois avant sa mort.

Après des études en classe préparatoire de 1991 à 1994 au lycée militaire de Saint-Cyr-l'École (il échoue plusieurs fois à intégrer l'École spéciale militaire de Saint-Cyr), Arnaud Beltrame effectue en 1995 son service militaire, d'abord comme élève officier de réserve à l'École de l'artillerie, puis comme aspirant au 35e régiment d'artillerie parachutiste de Tarbes. Devenu par la suite officier de réserve en situation d'activité (ORSA) au 8e régiment d'artillerie de Commercy, le sous-lieutenant Arnaud Beltrame intègre en 1999 l'École militaire interarmes dont il sort major de la promotion Campagne d'Italie en 2001. Promu lieutenant d'active, il choisit alors la gendarmerie et rejoint l’École des officiers de la Gendarmerie nationale dont il sort à nouveau major de la promotion Capitaine Gauvenet en 2002.
À l'issue de sa formation, il est affecté de 2002 à 2006 au sein de l'escadron 16/1 du groupement blindé de gendarmerie mobile de Satory, où il commande un peloton de VBRG (des véhicules blindés). En 2003, il fait partie des sept sélectionnés sur quatre-vingts candidats pour intégrer l'escadron parachutiste d'intervention de la Gendarmerie nationale (EPIGN), une des composantes du Groupement de sécurité et d'intervention de la gendarmerie nationale. Il y obtient notamment la qualification de chuteur opérationnel. Il est promu capitaine le 1er août 2005, année au cours de laquelle il assure, au cours d'une mission en Irak, l'exfiltration d'une ressortissante française. Cette mission conduite par Arnaud Beltrame au péril de sa vie lui vaut d’être décoré de la croix de la Valeur militaire avec citation à l’ordre de la brigade.
En 2006, il rejoint la Garde républicaine en qualité de commandant de la première compagnie de sécurité et d'honneur du 1er régiment d'infanterie de la Garde à Nanterre. Il est promu chef d'escadron le 1er janvier 2010.
Il commande la compagnie de gendarmerie départementale d’Avranches de 2010 à 2014, puis devient conseiller auprès du secrétaire général du ministère de l’Écologie, Francis Rol-Tanguy. En 2014, son ambition de devenir général est brisée par un troisième échec à l’École de guerre, mais l’obtention d’un MBA en 2015 lui permet d'envisager une nouvelle candidature en 2018.
En 2015, il intègre une formation de l'Institut supérieur du commerce de Paris et de l'École européenne d'intelligence économique, dont il sort diplômé en 2016 avec le titre de consultant en intelligence économique. Il est promu lieutenant-colonel en 2016,.  
En août 2017, il devient officier adjoint de commandement (OAC) au groupement de gendarmerie de l’Aude, pour pouvoir se rapprocher de sa nouvelle compagne,. Le 13 décembre 2017, il supervise un exercice simulant un attentat de grande ampleur dans un supermarché de la région. 

## Vie privée
Il contracte un premier mariage religieux en 2001 (dont il obtient la nullité en janvier 2018) avec Anne-Gaëlle, une amie d'enfance.
Fin 2014, il rompt avec sa compagne Maria, une jeune femme russe avec laquelle il a vécu pendant six ans.
Le 27 août 2016, Arnaud Beltrame se marie civilement à Marielle Vandenbunder, vétérinaire à la réserve africaine de Sigean, originaire de Marcq-en-Barœul, dont il avait fait la connaissance sur un site de rencontres pour chrétiens. Devenu catholique pratiquant à l'âge de 33 ans, il devait l'épouser religieusement le 9 juin 2018, à Trédion, commune d'origine de sa famille maternelle.
Franc-maçon, il est initié le 22 décembre 2008 au sein de la loge « Jérôme Bonaparte » de Rueil-Malmaison à la Grande Loge de France (GLDF). Assidu, il est élevé au grade de maître en avril 2012. La GLDF lui rend un hommage par la voix de Philippe Charuel, grand maître de cette obédience. Selon le journal catholique La Croix, il aurait pris ses distances avec la franc-maçonnerie quelques années avant sa mort, ce qui est démenti par la GLDF,. Le 19 avril 2018, son obédience lui rend un hommage solennel à travers une « tenue funèbre » qui se déroule au siège de l'association en présence du grand maître. Lors de cette cérémonie en présence de nombreux dignitaires de la franc-maçonnerie française et de personnalités publiques, Philippe Charuel annonce qu'un temple portera son nom au siège de l'obédience.

## Attaques du 23 mars 2018 à Carcassonne et Trèbes

### Déroulement des faits
Le 23 mars 2018, alors qu'il se trouve confronté à une prise d’otages dans le Super U de Trèbes — au cours de laquelle le terroriste islamiste Radouane Lakdim venait d'abattre deux personnes — Arnaud Beltrame « prend la place des otages au terme de négociations avec l’auteur des faits », comme l'explique le procureur de la République de Paris, François Molins. 
Il est 11 h 28 lorsque Arnaud Beltrame entre dans la salle des coffres du supermarché où le terroriste s'est replié. Il se substitue au dernier otage retenu, Julie Grand, une caissière du magasin, âgée de 40 ans. Son face-à-face avec le terroriste dure près de trois heures. Selon l'otage sauvée par Arnaud Beltrame, ce dernier est entré dans le Super U et a crié au peloton « Vos gueules, reculez, je prends ! ».
Puis, après une courte conversation entre le terroriste et le négociateur du GIGN commencée à 14h13, le gendarme se lance dans un corps à corps avec le terroriste pour tenter de le désarmer tout en criant « Assaut ! assaut ! » pour prévenir les forces d’intervention. Toutefois, sur le moment, les gendarmes n'entendent pas distinctement ces mots. Ce n'est qu'après plusieurs écoutes qu'ils finissent par comprendre les mots employés par le lieutenant-colonel. L'enregistrement du GIGN laisse entendre des « râles » pendant plusieurs minutes, pendant que le négociateur de la Gendarmerie continue d'essayer d'entrer en contact avec Arnaud Beltrame et le terroriste, ne prenant pas la mesure du drame qui venait de se jouer. 
Après plus de dix minutes sans réponse, le GIGN donne l'assaut à 14h25, et abat le terroriste qui n'était plus en état de combattre, neutralisé par Arnaud Beltrame lors de son corps à corps. Le lieutenant-colonel Arnaud Beltrame est découvert dans un état très grave, touché par trois ou quatre balles non létales, à l’avant-bras, à la main et au pied. Des impacts de 9 mm qui laissent à penser que Radouane Lakdim a tiré avec le Sig Sauer du gendarme. L'analyse balistique menée lors du procès par le cabinet d'avocat de Thibault de Montbrial a mis en évidence que Arnaud Beltrame avait réussi à récupérer son arme de service et loger une balle dans le terroriste le rendant inapte au combat, sans le tuer. Ce dernier est transporté à l’hôpital de Carcassonne où il succombe à ses blessures, dans la nuit du 23 au 24 mars 2018.
L'autopsie du corps de Beltrame révélera que si les lésions par balles étaient non létales, sa mort est due à « une plaie gravissime de la trachée et du larynx par arme blanche », en l'occurrence un couteau de chasse, ayant entraîné une détresse respiratoire. Arnaud Beltrame est donc mort d'avoir été « poignardé à la gorge » - les autorités ayant tardé à communiquer sur cette blessure au cou (soit un égorgement) par respect absolu de la dignité des victimes, et pour ne pas « contribuer au dessein de démoralisation recherché par les terroristes ».
Quelques heures avant sa mort, le père Jean-Baptiste Golfier, chanoine de l’abbaye Sainte-Marie de Lagrasse, lui avait donné sa bénédiction apostolique et lui avait administré l’onction des malades.
Sur RTL, Nicolle Beltrame, la mère d’Arnaud Beltrame, rappelle qu'il disait : « Je fais mon travail, maman, c'est tout. » Elle poursuit : « Ça ne m'étonne pas de lui, il a toujours été comme ça (...). Pour lui, c’est sa raison de vivre, défendre la patrie ». Marielle Beltrame, son épouse, affirme quant à elle au magazine La Vie : « Il se sentait intrinsèquement gendarme. (...) Mais on ne peut comprendre son sacrifice si on le sépare de sa foi personnelle. C'est le geste d'un gendarme et le geste d'un chrétien. Pour lui les deux sont liés, on ne peut pas séparer l'un de l'autre. Arnaud est revenu à la foi de façon forte vers la trentaine. (...) Les obsèques de mon mari auront lieu en pleine Semaine sainte, après sa mort un vendredi, juste à la veille des Rameaux, ce qui n'est pas anodin à mes yeux. C'est avec beaucoup d'espérance que j'attends de fêter la résurrection de Pâques avec lui ».

### Obsèques et hommages

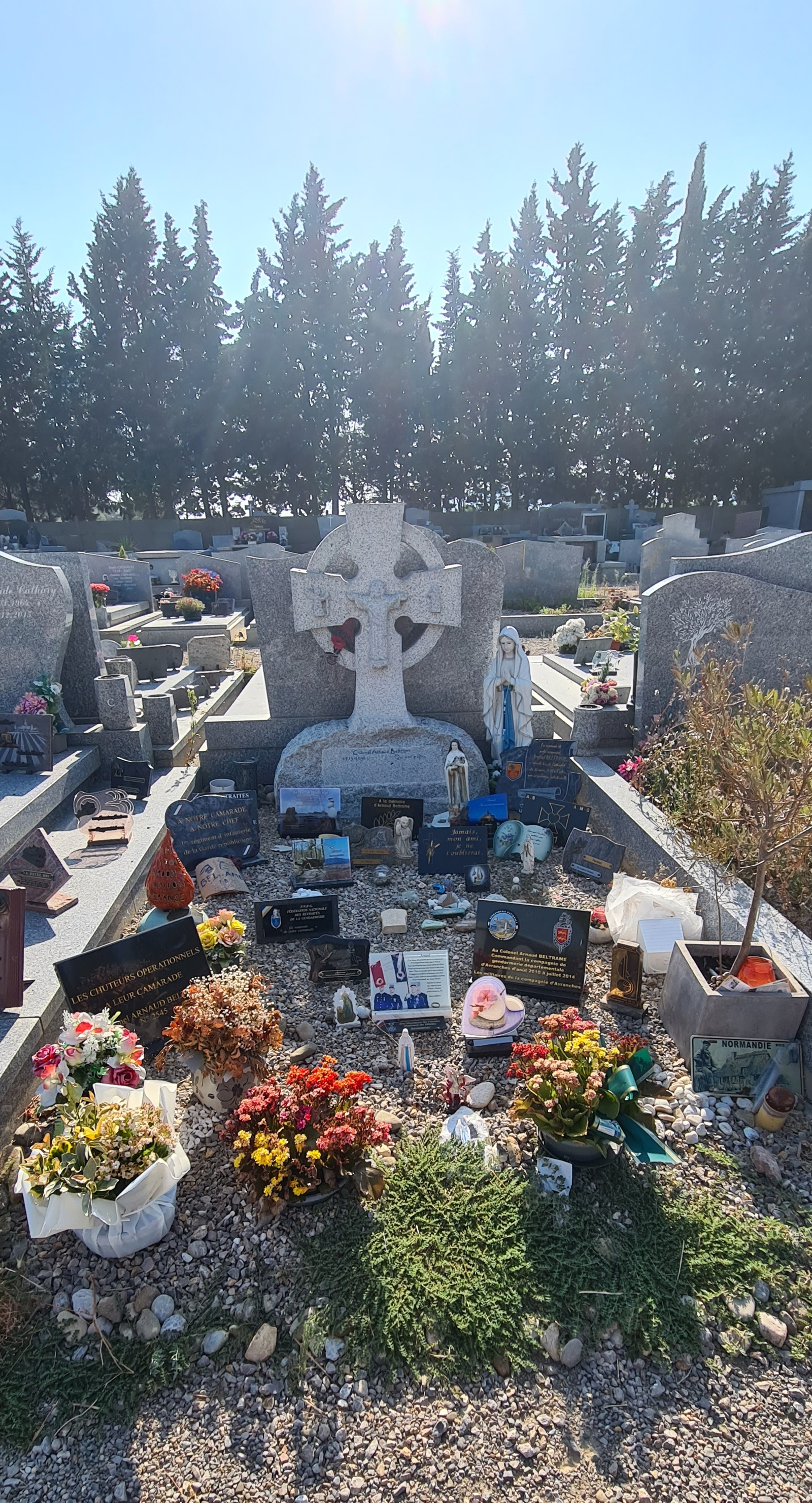
La tombe d'Arnaud Beltrame à Ferrals-les-Corbières.

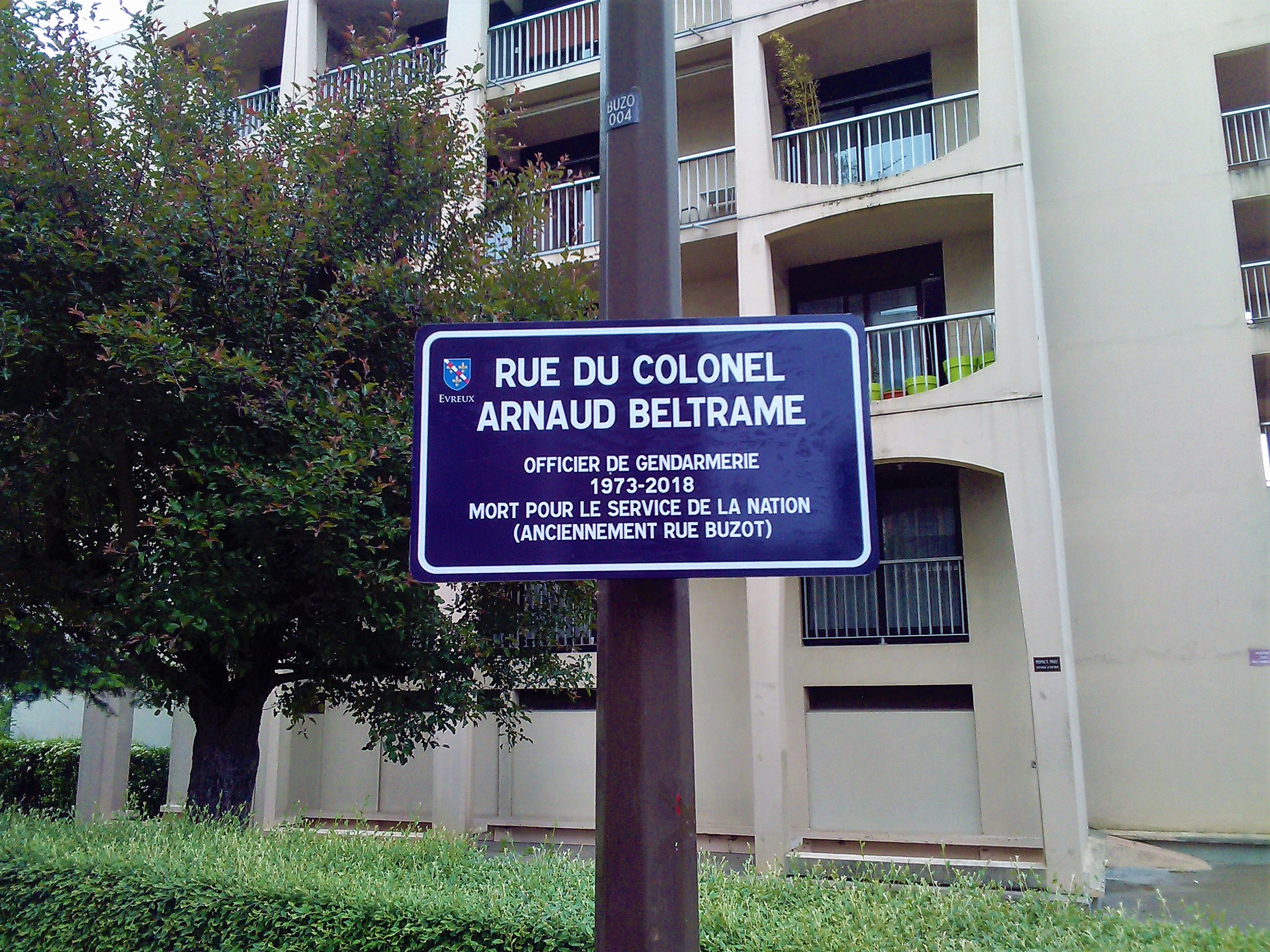
Rue du Colonel-Arnaud-Beltrame à Évreux.

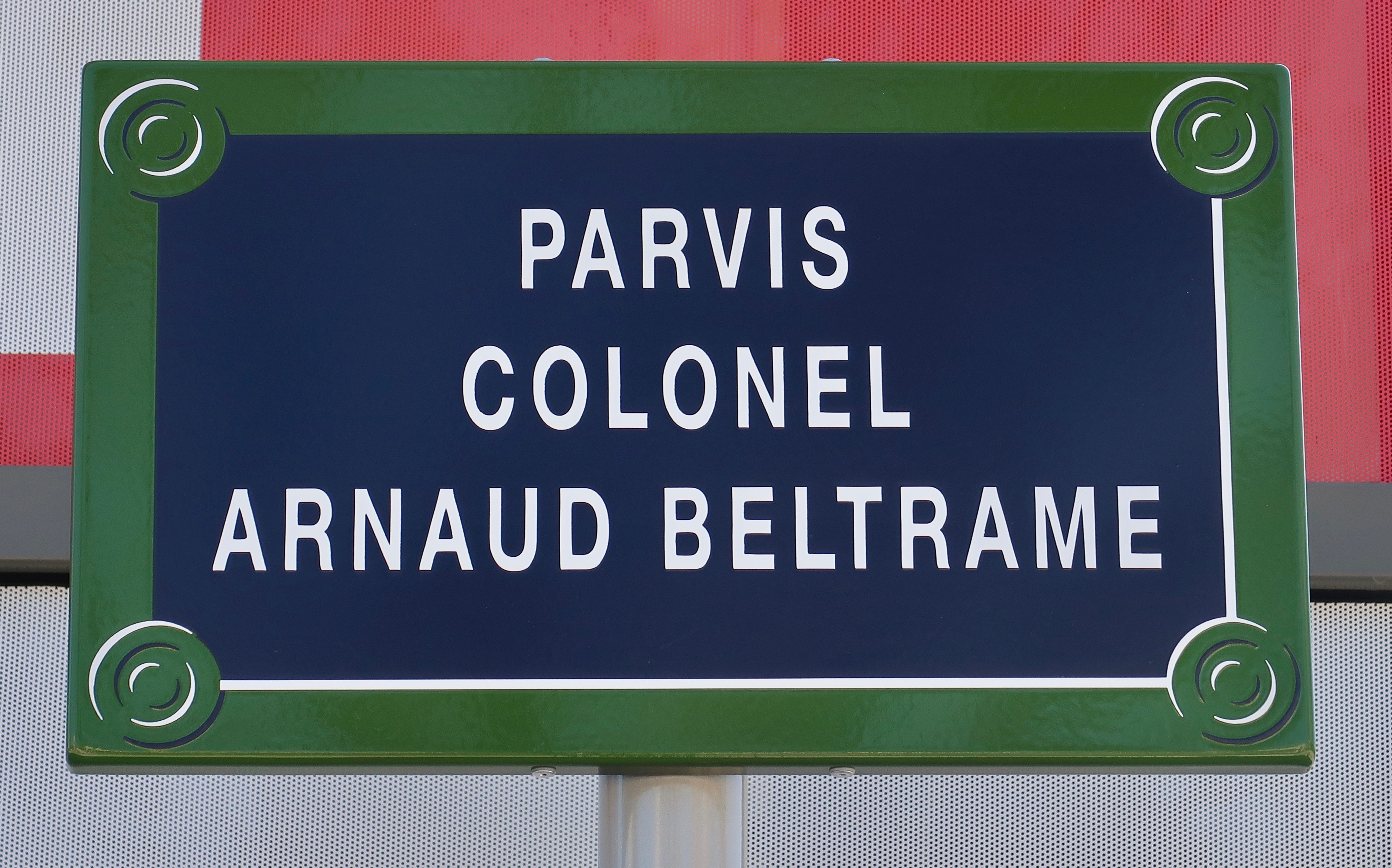
Parvis Colonel-Arnaud-Beltrame devant la gare de Versailles-Chantiers (Yvelines).

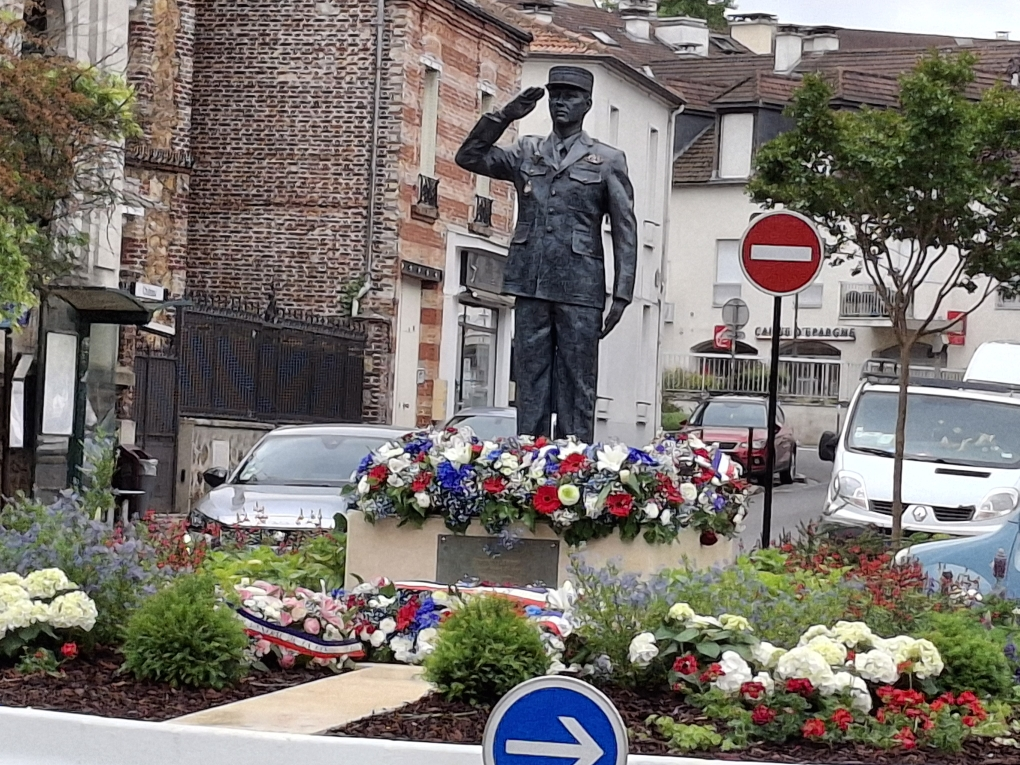
Statue commémorant Arnaud Beltrame à Bry-sur-Marne, inaugurée en mai 2025.

Le président de la République française Emmanuel Macron déclare que l’officier mérite « respect et admiration de la nation tout entière ». L’Élysée demande aux Français d'honorer la mémoire de celui qui est tombé « en héros ». Le ministre de l'Intérieur Gérard Collomb déclare que « la France n'oubliera jamais son héroïsme, son courage, son sacrifice ».
Le 25 mars, les drapeaux et étendards de la gendarmerie, comme ceux de l'Assemblée nationale, sont mis en berne. De nombreuses personnes font le déplacement pour déposer des fleurs, des bougies, des dessins ou d'autres objets. Le 26 mars, la Gendarmerie nationale met en ligne un recueil de condoléances sur son site internet. En moins de quarante-huit heures, plus de 3 000 messages y sont inscrits. Sur les réseaux sociaux, les hommages proviennent du monde entier. De nombreuses personnalités lui rendent hommage, tout comme la police nationale, la préfecture de police, les pompiers, l'armée de terre et d'autres organismes.

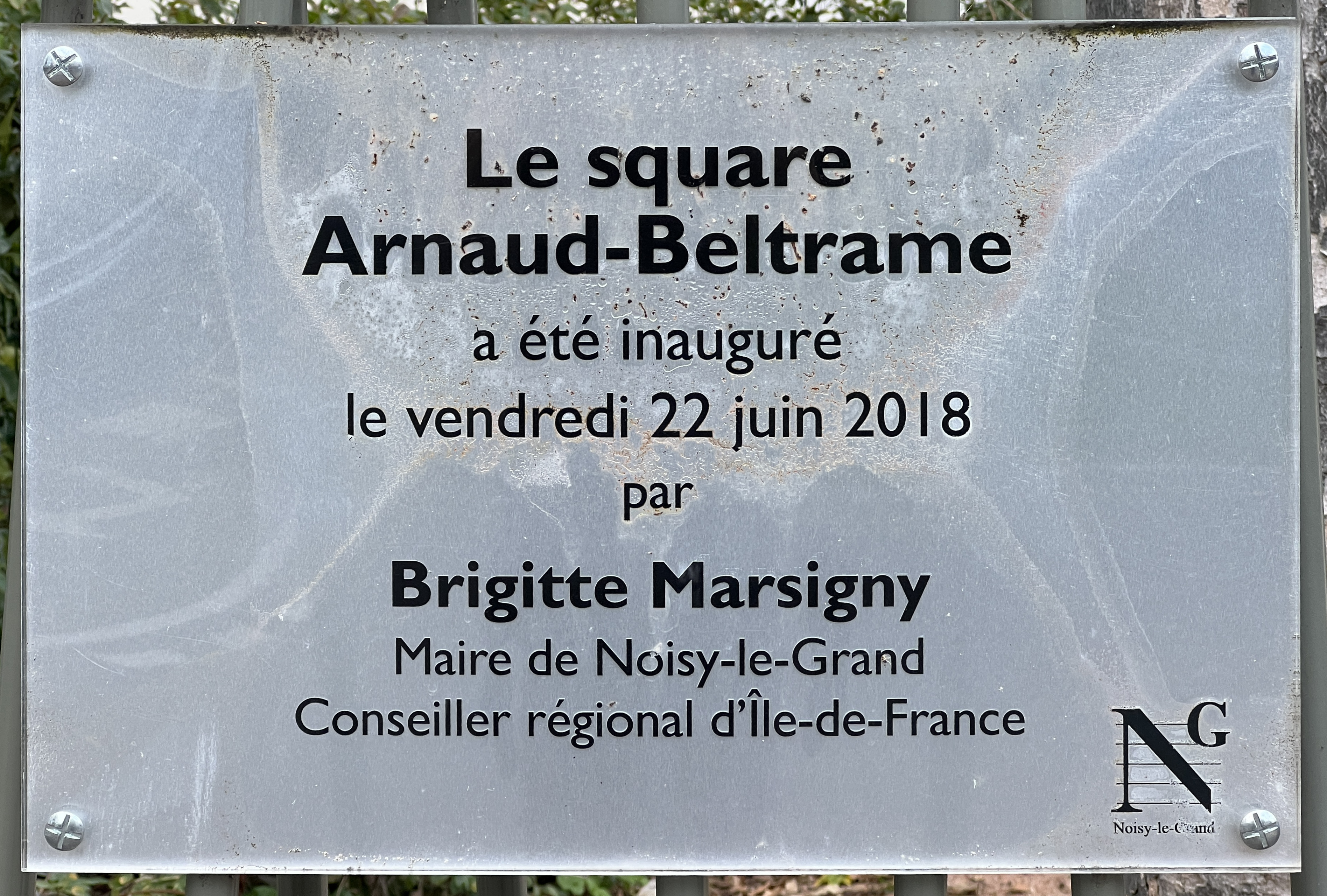
Plaque au square Arnaud Beltrame à Noisy-le-Grand (Seine Saint-Denis).

Le dimanche 25 mars, une messe de suffrage pour les victimes de cet attentat est célébrée par Alain Planet, évêque de Carcassonne, en l'église Saint-Étienne de Trèbes. Lors de son homélie, celui-ci souligne : « Je sais aujourd’hui, par les témoignages nombreux que j’ai reçus, que le lieutenant-colonel Arnaud Beltrame joignait à son dévouement de soldat la foi d’un chrétien ». Pour sa part, l'hebdomadaire chrétien La Vie fait un parallèle entre le sacrifice du gendarme et celui de saint Maximilien Kolbe, qui prit volontairement la place d'un déporté à Auschwitz et fut assassiné en 1941 par les nazis.
Le mardi 27 mars, la dépouille de l'officier quitte en avion militaire l'aéroport de Carcassonne pour la base aérienne de Villacoublay, en région parisienne, où des hommages militaires de la gendarmerie lui sont rendus en présence du ministre de l'Intérieur Gérard Collomb qui a rappelé sa bravoure et son héroïsme. Le ministre décore Arnaud Beltrame, à titre posthume, de la médaille de la Gendarmerie nationale avec palme de bronze pour avoir reçu une citation à l'ordre de la Gendarmerie, de la médaille d'honneur pour acte de courage et de dévouement (or) et de la médaille de la sécurité intérieure (or).
La dépouille d'Arnaud Beltrame est ensuite transportée à la caserne Tournon, dans le 6e arrondissement de Paris où, en accord avec la famille, une veillée pour ses « frères d'armes » est organisée.
Ce même jour, il est promu à titre exceptionnel au grade de colonel à titre posthume, et cité à l'ordre de la Nation.

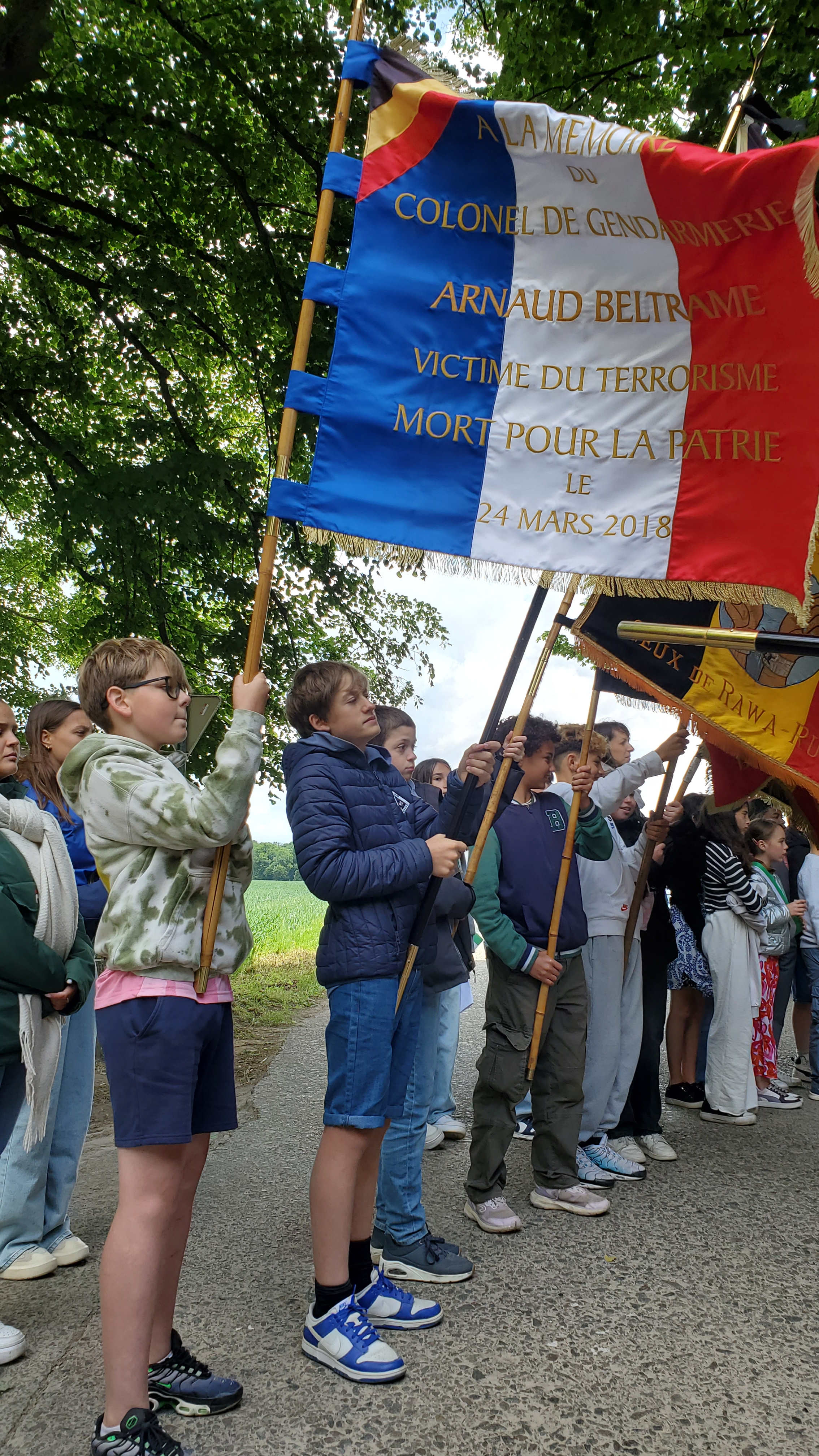
Drapeau dédié porté par un écolier local lors de la cérémonie du Souvenir Franco-Belge le 23 mai 205 à Court-Saint-Etienne (Belgique).

Le lendemain, mercredi 28 mars, le cercueil est convoyé devant le Panthéon, d'où part un cortège funèbre jusqu'aux Invalides en passant par les quais de Seine. Le corbillard est précédé de motocyclistes de la gendarmerie et entouré de gardes républicains à cheval. C'est la première fois, à la connaissance de l'historien Christian Amalvi, qu'un hommage national est précédé d'un tel cortège.
La cérémonie de l'hommage national est présidée par le président de la République Emmanuel Macron dans la cour de l'hôtel des Invalides, en présence de trois anciens présidents de la République (Valéry Giscard d'Estaing, Nicolas Sarkozy et François Hollande) et de nombreuses personnalités politiques. Les drapeaux sont mis en berne sur l'ensemble du territoire. La cérémonie est ouverte exceptionnellement au public. Dans son éloge funèbre, le président de la République indique que « le nom d’Arnaud Beltrame devenait celui de l’héroïsme français, porteur de cet esprit de résistance qu'est l’affirmation suprême de ce que nous sommes ». Il est fait, à titre posthume, commandeur de la Légion d'honneur.
Dans le monde, le sacrifice du lieutenant-colonel de gendarmerie suscite de nombreux hommages. Il est à la une de nombreux quotidiens étrangers et son histoire est largement commentée sur les chaînes de télévision étrangères,,.
Dans un tweet daté du 25 mars, le président des États-Unis Donald Trump rend hommage à Arnaud Beltrame : « La France honore un grand héros ».
Le 26 mars, le pape François déclare : « Je salue particulièrement le geste généreux et héroïque du lieutenant-colonel Arnaud Beltrame qui a donné sa vie en voulant protéger des personnes ».
Les obsèques religieuses se déroulent à la cathédrale Saint-Michel de Carcassonne le 29 mars et le colonel Beltrame est inhumé au cimetière de Ferrals-les-Corbières dans l'Aude, où il résidait.

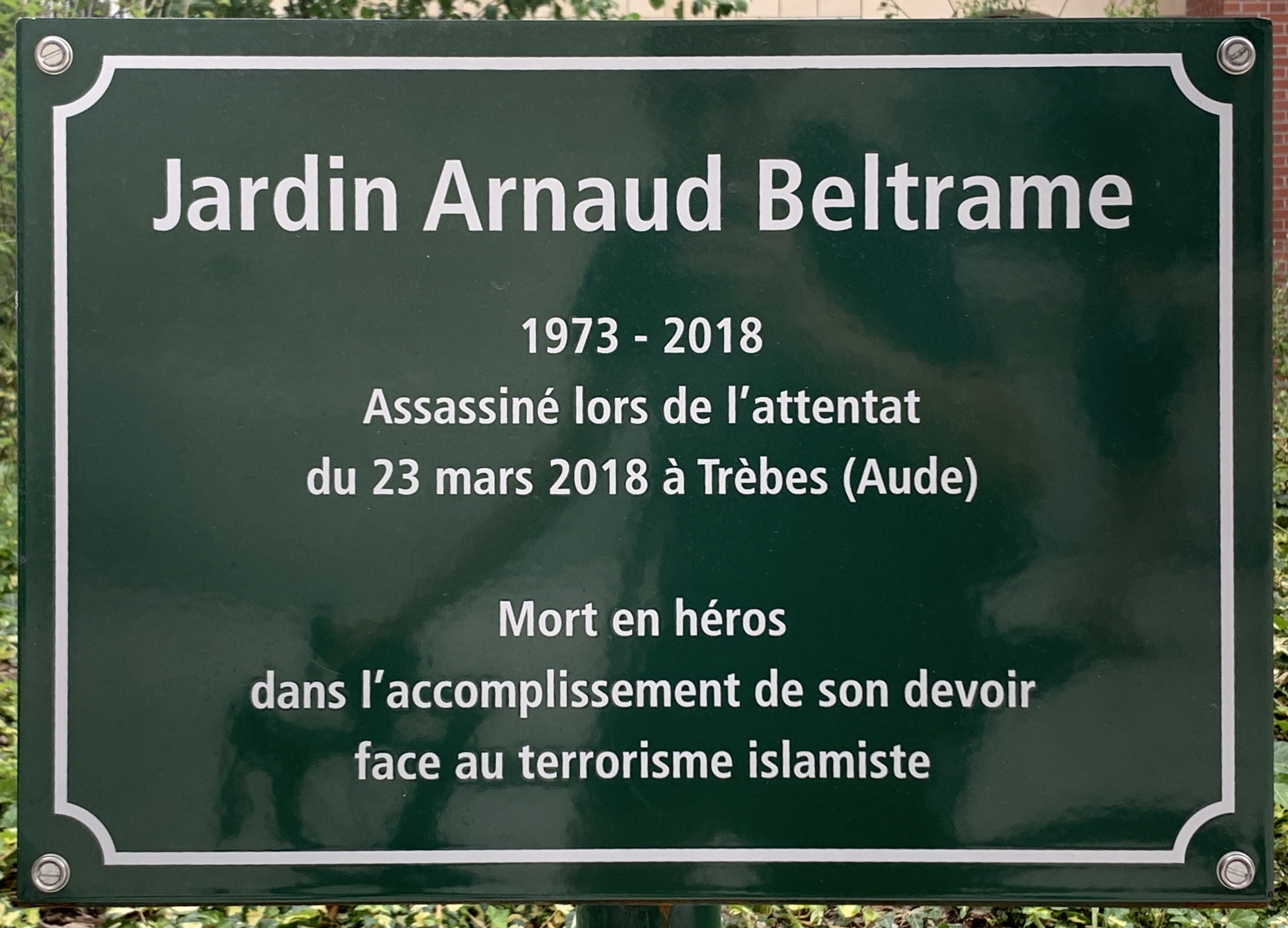
Plaque du jardin Arnaud-Beltrame dans le 3e arrondissement de Paris.

En janvier 2024, l'ancienne otage Julie Grand publie son témoignage dans un livre intitulé Sa vie pour la mienne avec le journaliste Marc Eynaud. Elle revient notamment sur l'importance qu'a eu Arnaud Beltrame dans sa vie après l'attentat. En particulier, sa conversion au catholicisme, religion qui avait une part importante dans la vie d'Arnaud Beltrame.
Le 17 juin 2024, le square Arnaud-Beltrame est inauguré à Marcq-en-Barœul, lieu d'origine de sa belle-famille.
Le 27 mai 2025, une statue d'Arnaud Beltrame est inaugurée à Bry-sur-Marne en présence du ministre de l'Intérieur, Bruno Retailleau, de la famille Beltrame et de la Garde républicaine.

### Polémiques
Pour s'être félicité de la mort du lieutenant-colonel Beltrame, Stéphane Poussier, ancien candidat de La France insoumise, est placé en garde à vue en mars 2018 pour apologie d'actes terroristes. Il est parallèlement exclu du Parti de gauche et de la liste des membres de LFI,,. Il est finalement condamné à un an de prison avec sursis ainsi qu'à l'interdiction de ses droits civiques et civils pendant sept ans.
En octobre 2020, une polémique fait suite à la médiatisation de la plaque commémorative du défunt, dans le jardin Arnaud-Beltrame, traversé par l'allée homonyme, à Paris : l'expression « Victime de son héroïsme » est difficilement acceptée par certains commentateurs et décideurs politiques, du fait que la formulation ne mettrait pas en cause directement les terroristes. La plaque a finalement été modifiée en « Mort en héros dans l'accomplissement de son devoir face au terrorisme islamiste ».

## Décorations

### France
À titre posthume (2018)
- Par le président de la République Emmanuel Macron, lors de l'hommage national à l'hôtel des Invalides le 28 mars :
  -  Commandeur de la Légion d'honneur[67] avec citation à l'ordre de la Nation[47]
- Par le ministre d'État, ministre de l'Intérieur Gérard Collomb, à la base aérienne 107 Villacoublay le 27 mars[68] : 
  -  Médaille de la Gendarmerie nationale avec palme de bronze pour citation à l'ordre de la gendarmerie[67],[69]
  -  Médaille d'honneur pour acte de courage et de dévouement, or[67]
  -  Médaille de la sécurité intérieure, or[67]

Pendant l'active
- Par décret présidentiel :
  -  Chevalier de l'ordre national du Mérite (2012)[70]
- Par arrêtés ministériels :
  -  Croix de la Valeur militaire avec étoile de bronze pour citation à l'ordre de la brigade (2007)[71]
  -  Médaille de la Défense nationale, échelon or (2009)[72] avec agrafes « Troupes aéroportées » et « Garde républicaine »[73]
  -  Médaille d'honneur des affaires étrangères, échelon argent (2006)[74]

### Allemagne
- Par le Deutscher Olympischer Sportbund :
  -  Médaille des sports (discipline, échelon et date inconnus)[75],[76]

## Postérité

### Promotions de grandes écoles portant son nom
- 124e promotion de l'École des officiers de la Gendarmerie nationale[77].
- Promotion 2018 de l'École européenne d'intelligence économique, dont il avait été diplômé en 2016.
- Promotion 2018 de l'Institut national des hautes études de la Sécurité et de la Justice[8].
- Promotion 2018 des inspecteurs de l'École nationale des finances publiques.
- 40e promotion (2017-2018) du master droit et politiques de défense et de sécurité nationale de l'université de Lille.
- 49e promotion (2019-2020) de l'Institut régional d'administration de Lille.
- Promotion 2022-2027 de l’Institut d'études politiques d'Aix-en-Provence.
- 53e promotion de l'Institut régional d'administration de Metz.

### Lieux nommés en sa mémoire
Au printemps 2019, ce sont plus de 150 communes qui ont déjà ou prévoient de baptiser à son nom une voie, une place ou un établissement communal. Il s'agit d'une approximation car il n'existe pas de liste officielle et exhaustive de cet engouement qualifié de « France Arnaud Beltrame ».
Le 19 janvier 2024, Le 1945 de M6 évoque « plus de 500 rues, places, écoles, casernes ou squares » portant le nom d'Arnaud Beltrame.

La liste la plus complète des lieux et promotions à la mémoire d'Arnaud Beltrame se trouve sur le blog à sa mémoire

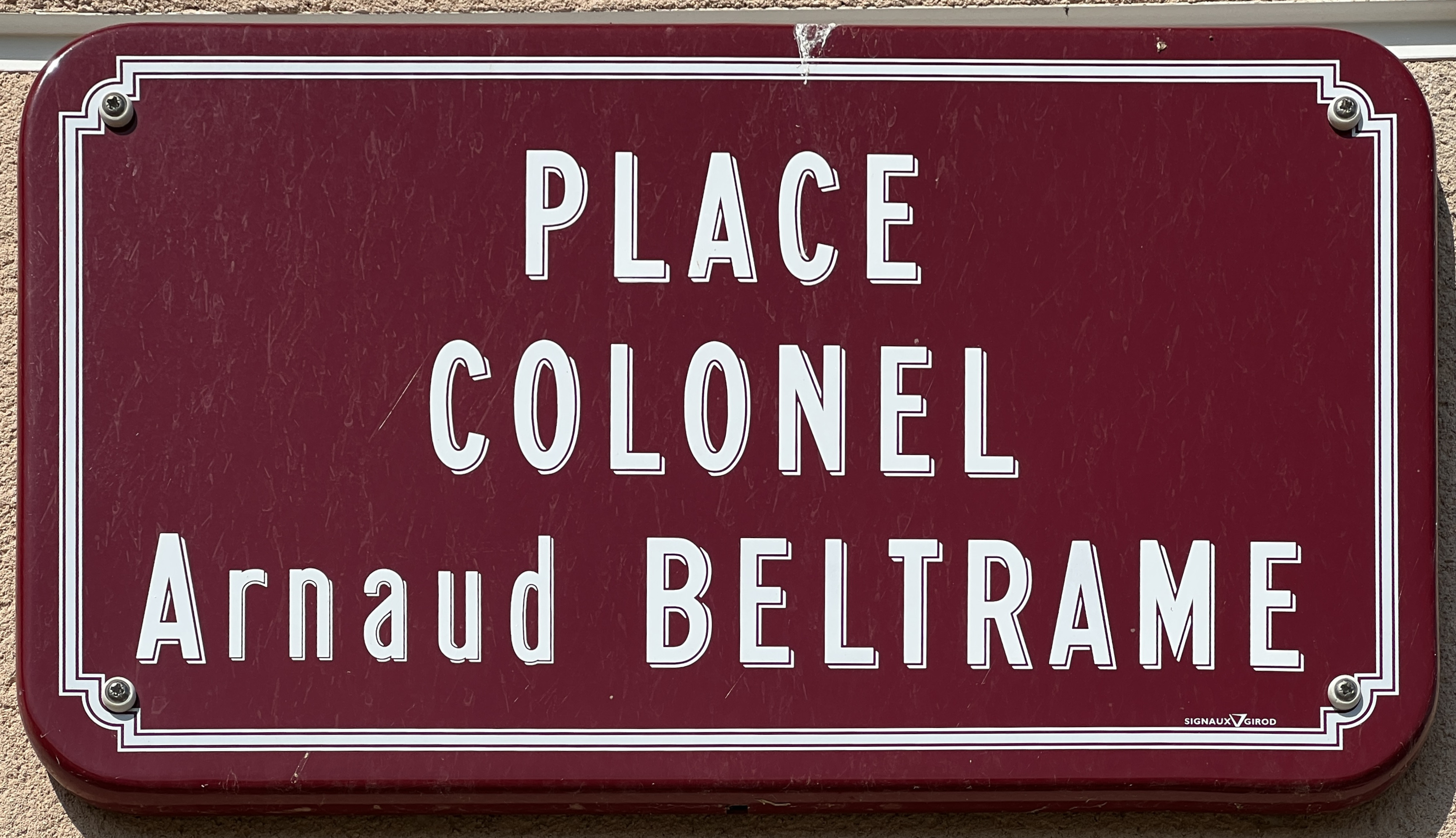
Biziat.
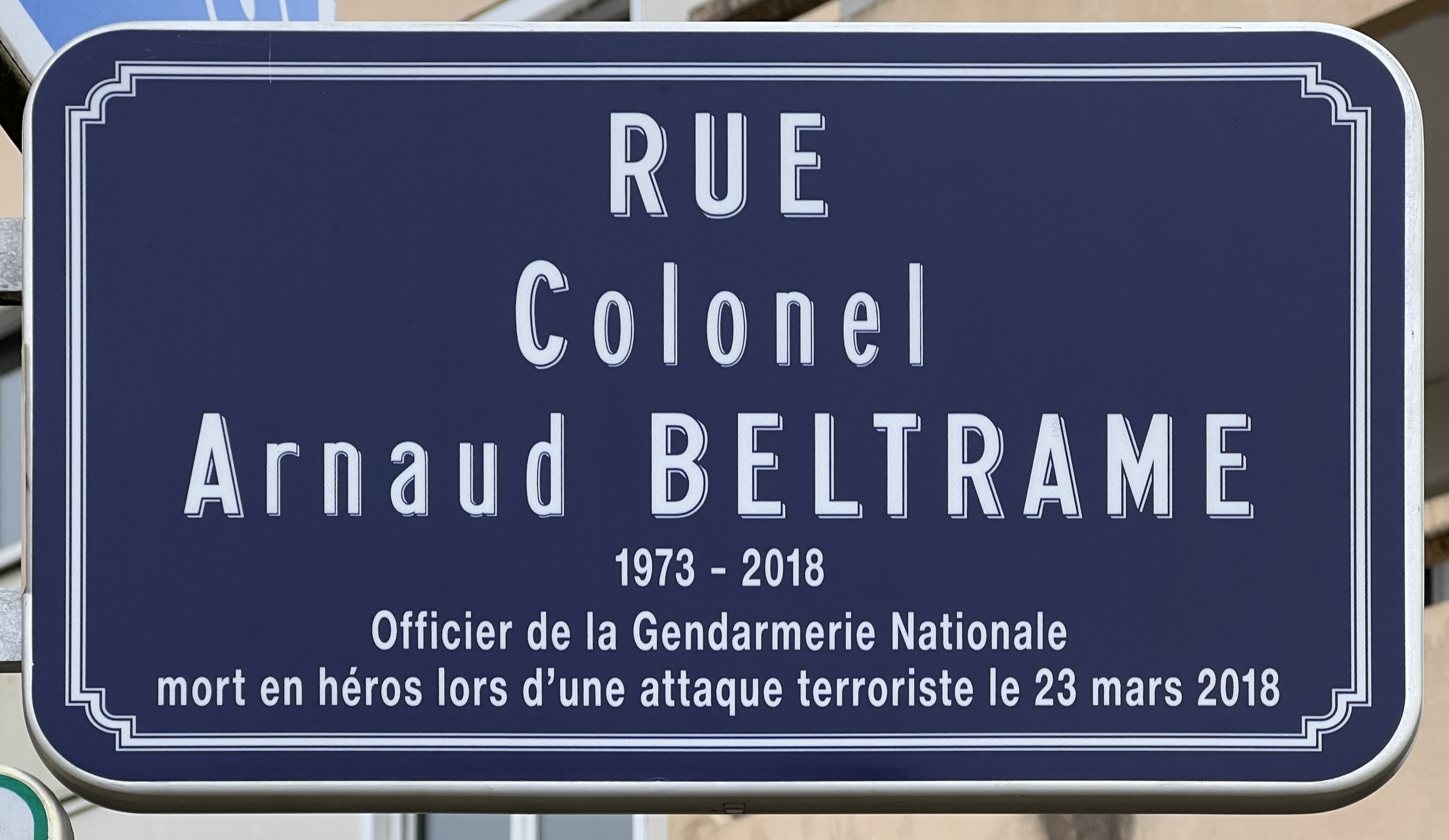
Bourg-en-Bresse.
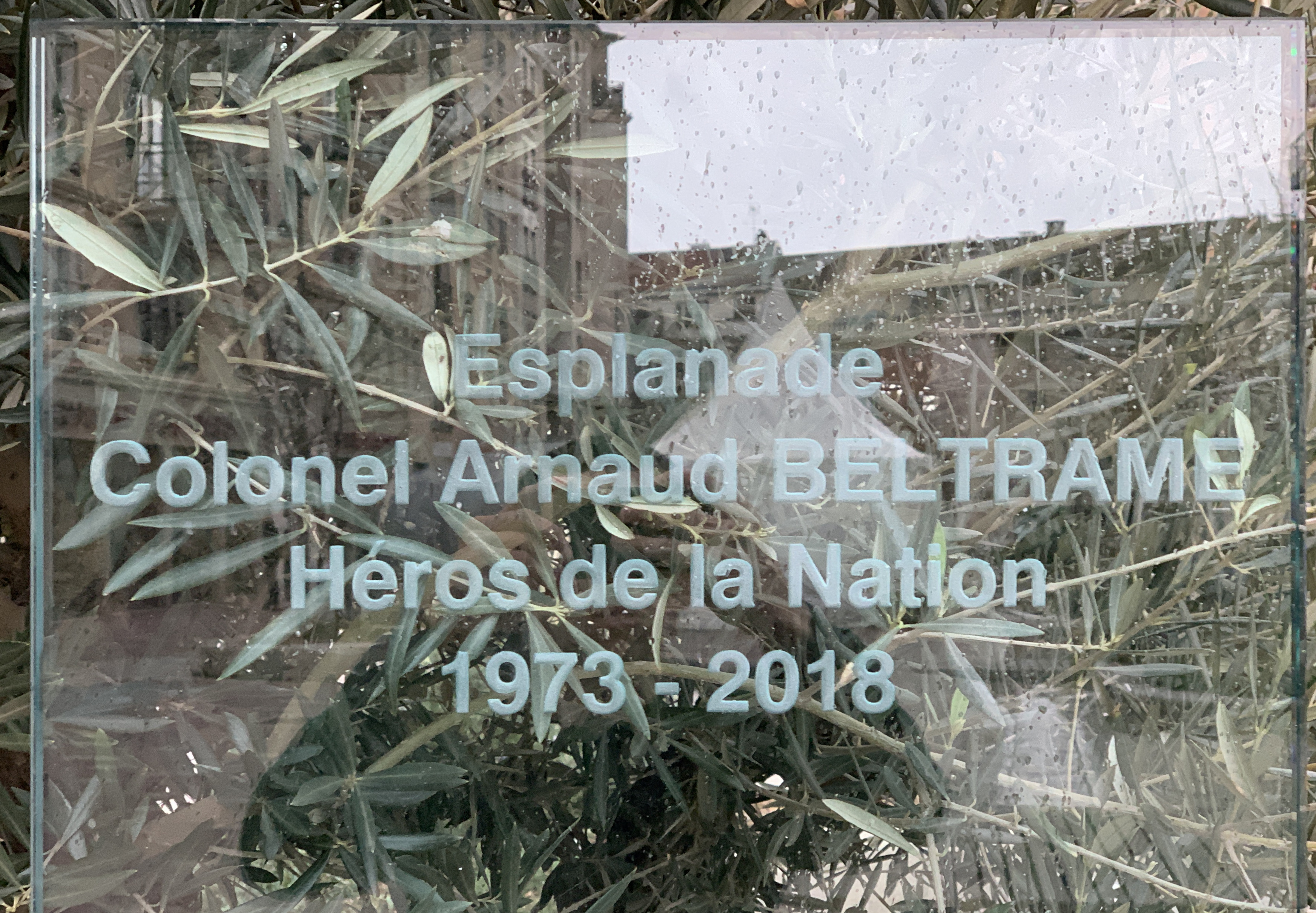
Créteil.
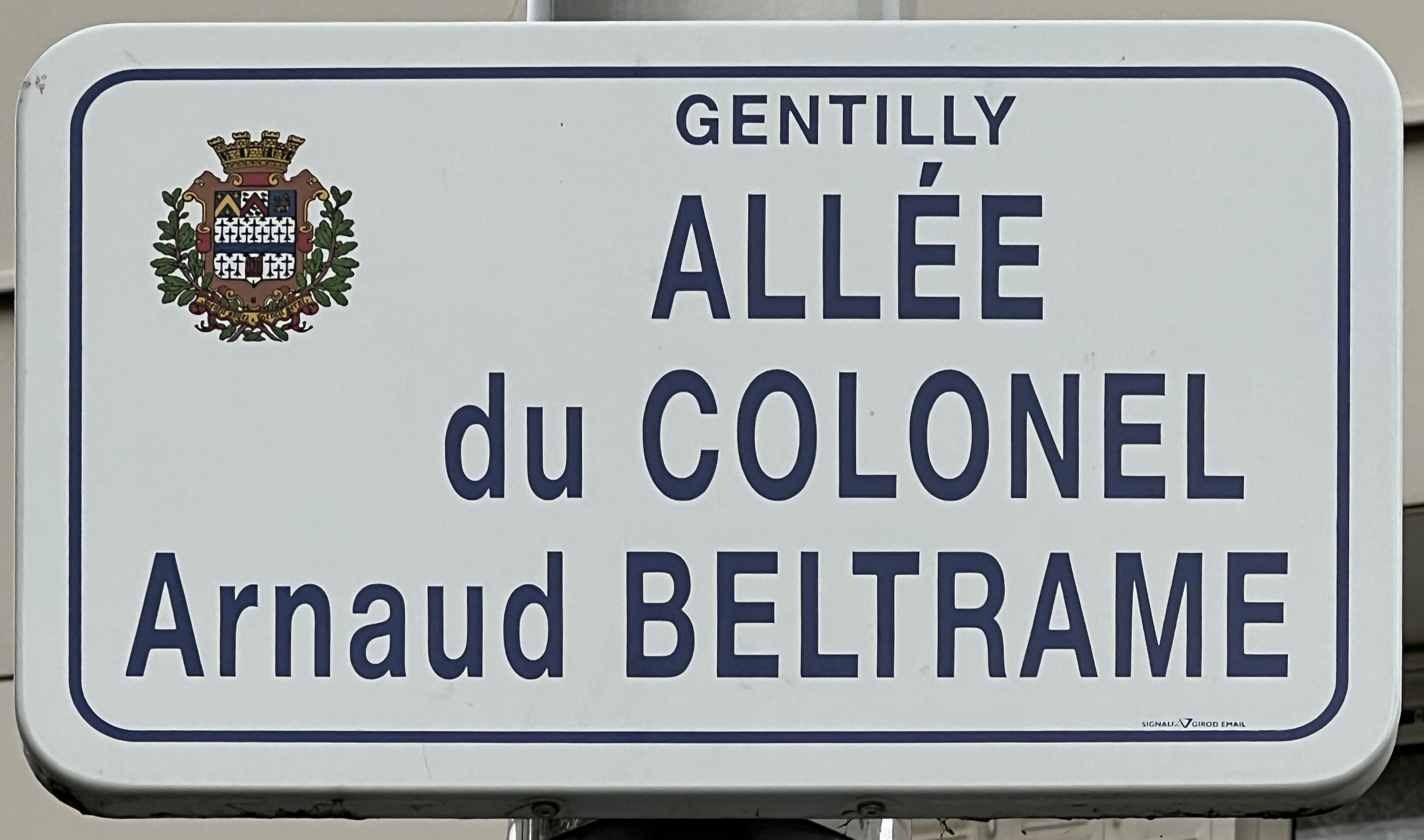
Gentilly.
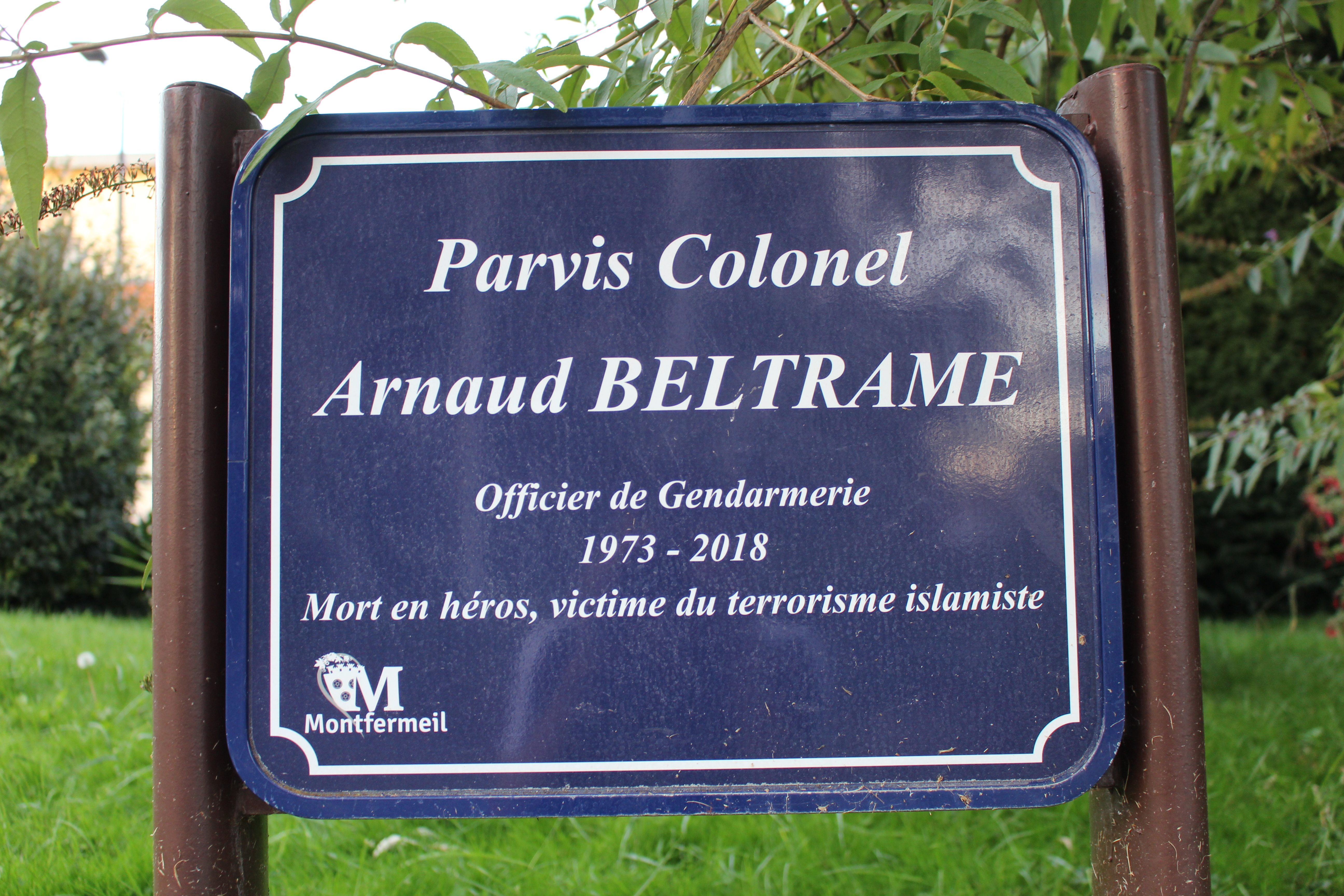
Montfermeil.
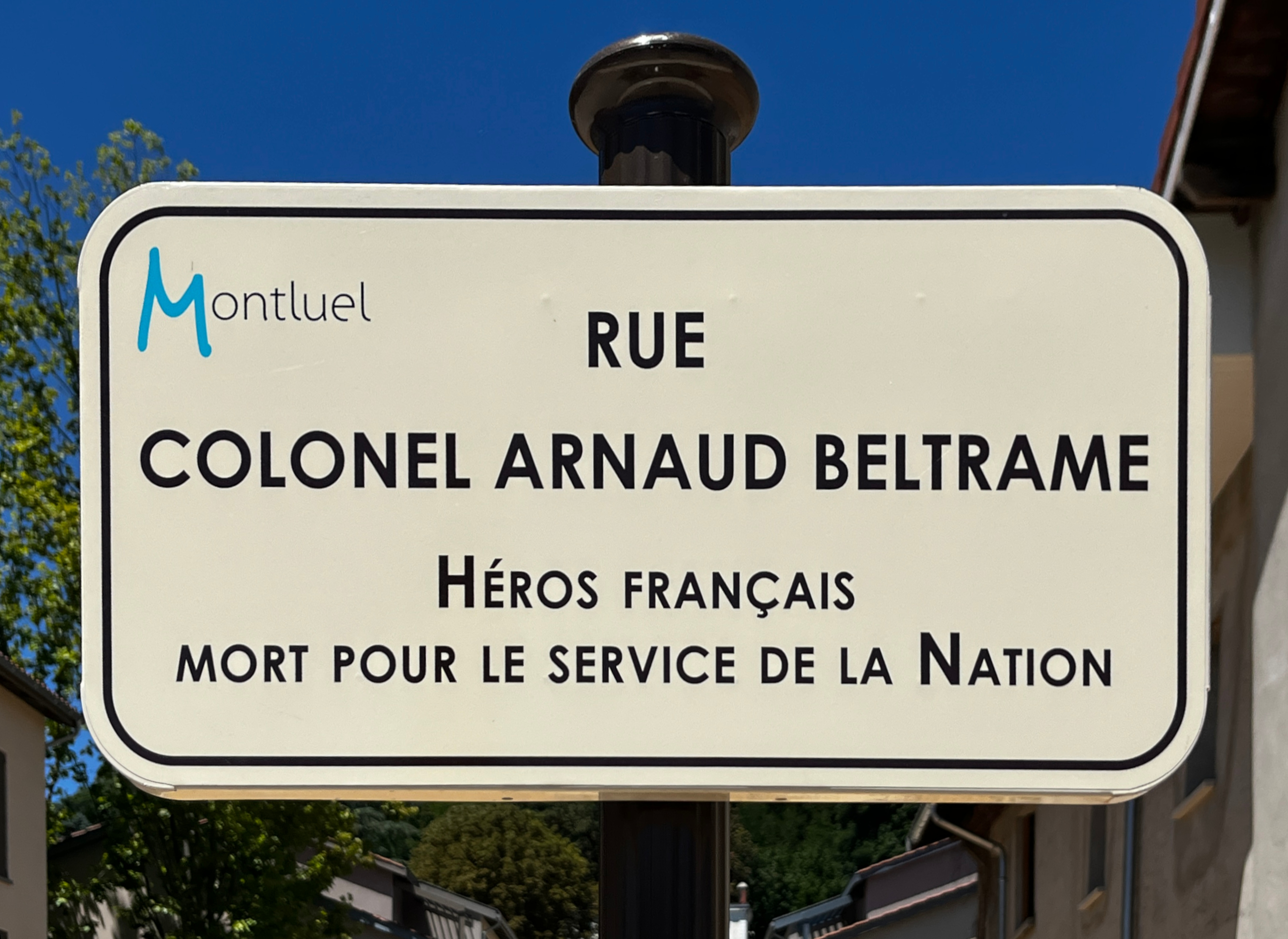
Montluel.
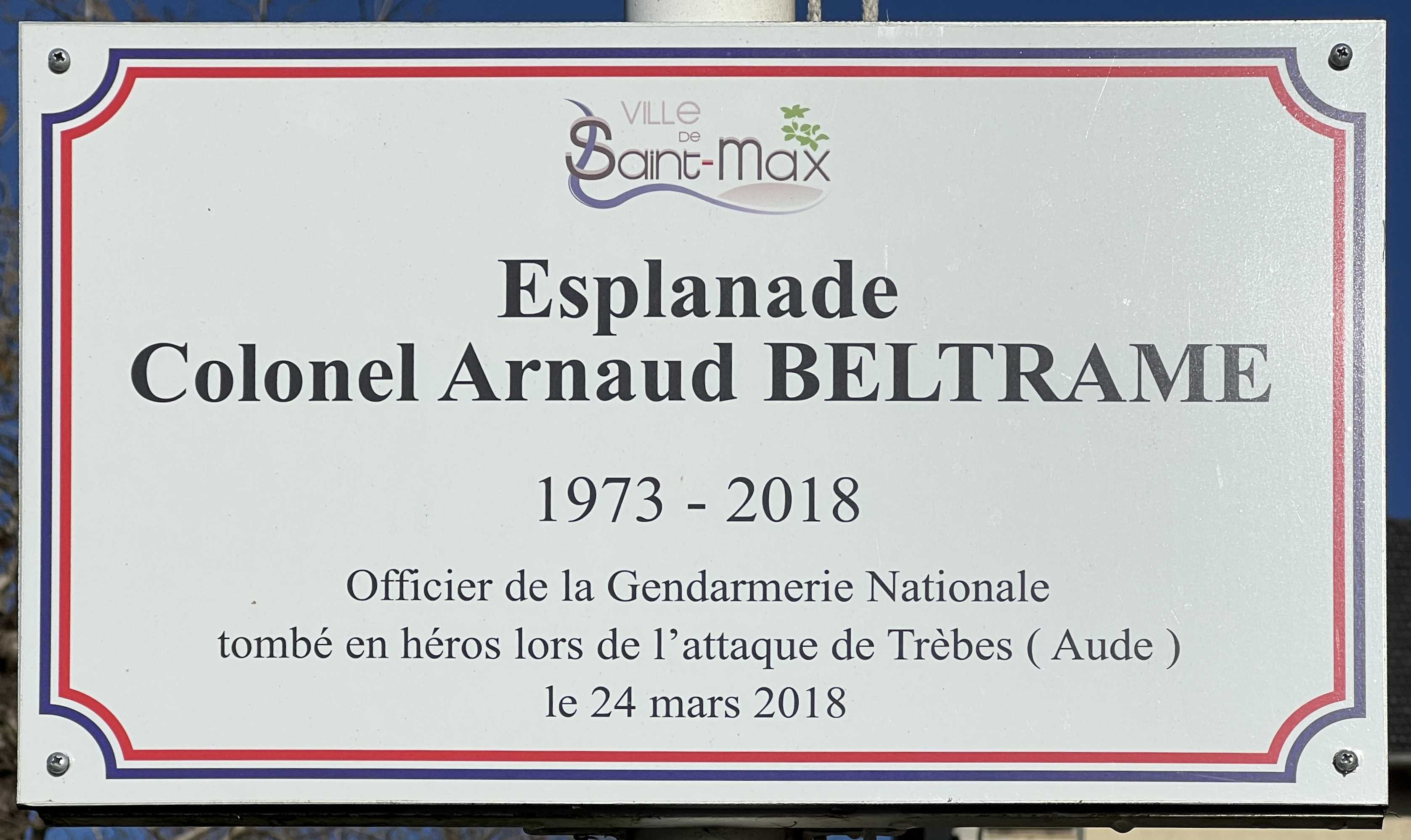
Saint-Max.
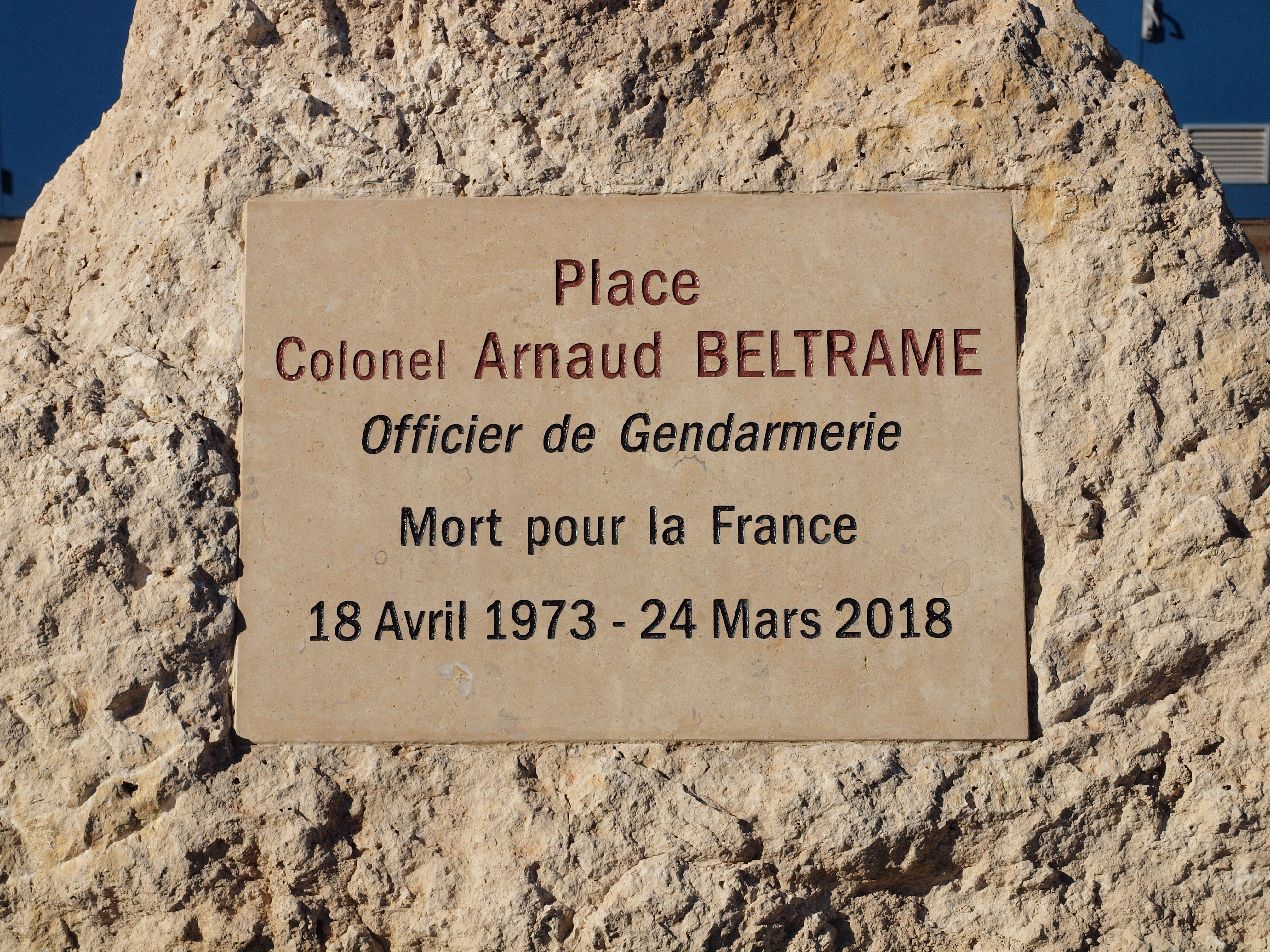
Sens.
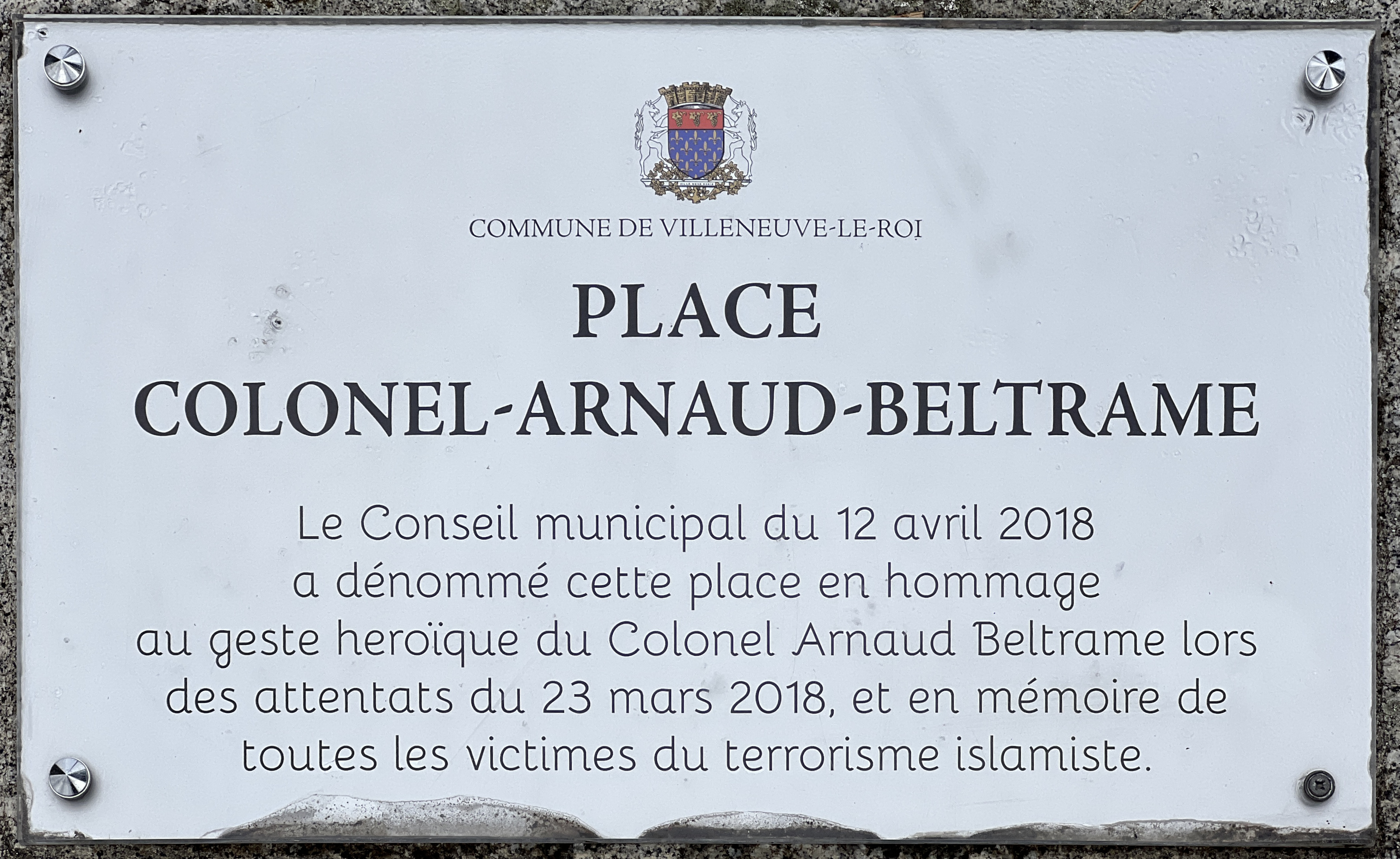
Villeneuve-le-Roi.
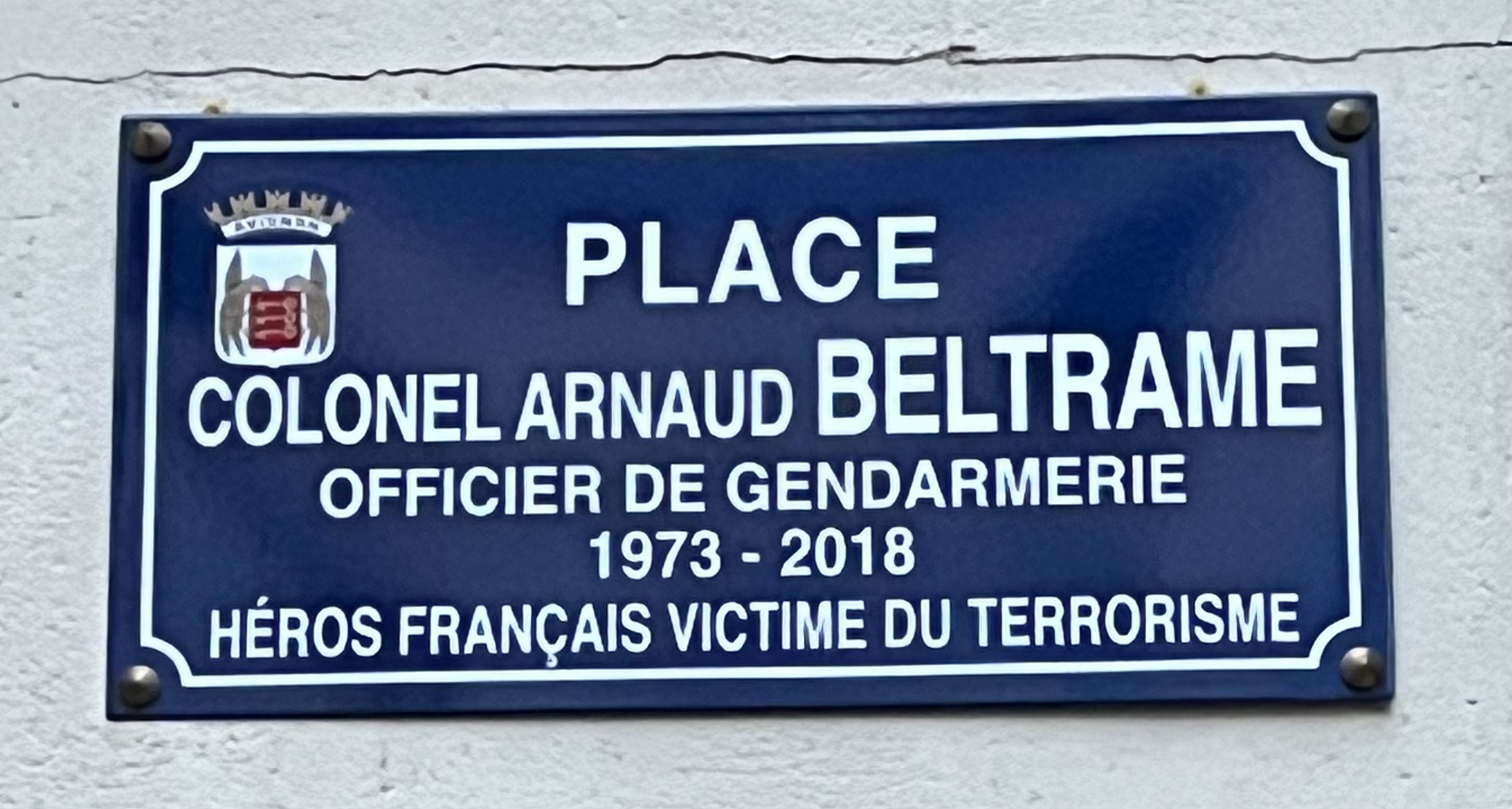
Avignon.

Le 22 octobre 2021, le parvis réalisé devant le lycée des Fontenelles à Louviers (Eure) reçoit le nom d’Arnaud Beltrame.
Le vendredi 8 septembre 2023, le lycée Colonel-Arnaud-Beltrame, situé à Meyzieu dans la Métropole de Lyon, est inauguré par le ministre de l'Éducation nationale, Gabriel Attal, et par le président de la région Auvergne-Rhône-Alpes, Laurent Wauquiez.

### Dans la culture populaire
- Septembre 2021 : Le jeu Counter-Strike: Global Offensive sort une nouvelle mise à jour appelé Operation Riptide, dans celle-ci, un nouvel agent fait son apparation, le Colonel Jacques Beltram en hommage à Arnaud Beltrame[81].
- Octobre 2021 : Une bande dessinée intitulée Arnaud Beltrame, le Don et l'Engagement, d'Arnaud Delalande (scénario) et Laurent Bidot (dessin), paraît aux éditions Plein Vent[82].
- Mars 2023 : La Poste émet un timbre à l'effigie du colonel Beltrame[83] ; ce dernier sera élu « plus beau timbre de l’année 2023 » en mai 2024[84].